# Elezioni parlamentari in Cile del 1997
Le elezioni parlamentari in Cile del 1997 si tennero il 14 dicembre per il rinnovo del Congresso nazionale (Camera dei deputati e Senato).
Le consultazioni videro la vittoria della coalizione di centro-sinistra Concertazione dei Partiti per la Democrazia, che sconfisse i conservatori dell'Alleanza per il Cile; molto rilevante fu il numero delle schede bianche e nulle, pari a quasi il 20% dei votanti, presumibilmente a causa della delusione nei confronti del governo uscente di Eduardo Frei Ruiz-Tagle.
Il Partito Democratico Cristiano del Cile mantenne sostanzialmente i propri deputati mentre i veri sconfitti furono i loro alleati del Partito Socialista che ottennero solo 11 deputati e un senatore. Tuttavia la destra non riuscì a conquistare gli elettori delusi del centro sinistra. Solo il Partito Comunista del Cile e il Partito Umanista Cileno incrementarono i propri voti, purtuttavia senza riuscire ad ottenere una rappresentanza al Congresso.

## Risultati

### Camera dei deputati
| Liste                                              | Voti      | %     | Seggi |
| -------------------------------------------------- | --------- | ----- | ----- |
| Partito Democratico Cristiano del Cile             | 1 331 745 | 22,98 | 38    |
| Partito per la Democrazia                          | 727 293   | 12,55 | 16    |
| Partito Socialista del Cile                        | 640 397   | 11,05 | 11    |
| Partito Radicale Social Democratico                | 181 538   | 3,13  | 4     |
| Indipendenti                                       | 46 719    | 0,81  | –     |
| Totale Concertazione dei Partiti per la Democrazia | 2 927 692 | 50,51 | 69    |
| Rinnovamento Nazionale                             | 971 903   | 16,77 | 23    |
| Unione Democratica Indipendente                    | 837 736   | 14,45 | 17    |
| Partido del Sur                                    | 20 813    | 0,36  | 1     |
| Indipendenti                                       | 270 940   | 4,67  | 6     |
| Totale Unione per il Cile                          | 2 101 392 | 36,26 | 47    |
| Partito Comunista del Cile                         | 398 588   | 6,88  | –     |
| Nuova Alleanza Popolare                            | 8 971     | 0,15  | –     |
| Indipendenti                                       | 26 589    | 0,46  | –     |
| Totale La Izquierda                                | 434 148   | 7,49  | –     |
| Partito Umanista                                   | 168 597   | 2,91  | –     |
| Unión de Centro Centro Progresista                 | 68 822    | 1,19  | 2     |
| Indipendenti                                       | 55 100    | 0,95  | –     |
| Totale Chile 2000                                  | 123 922   | 2,14  | 2     |
| Indipendenti                                       | 40 022    | 0,69  | 2     |
| Totale                                             | 5 795 773 | 100   | 120   |

### Senato
Le elezioni ebbero luogo in sette regioni: Antofagasta (II, circoscrizione 2); Coquimbo (IV, circoscrizione 4); Libertador (VI, circoscrizione 9); Biobío (VIII, circoscrizioni 12 e 13); Los Lagos (X, circoscrizioni 16 e 17); Magellano e Antartide Cilena (XII, circoscrizione 19); Santiago (RM, circoscrizioni 7 e 8).
| Liste                                              | Voti      | %     | Seggi |
| -------------------------------------------------- | --------- | ----- | ----- |
| Partito Democratico Cristiano del Cile             | 1 238 540 | 29,22 | 10    |
| Partito Socialista del Cile                        | 617 947   | 14,58 | 1     |
| Partito per la Democrazia                          | 182 076   | 4,29  | –     |
| Partito Radicale Social Democratico                | 76 091    | 1,79  | –     |
| Totale Concertazione dei Partiti per la Democrazia | 2 114 654 | 49,88 | 11    |
| Unione Democratica Indipendente                    | 728 680   | 17,19 | 3     |
| Rinnovamento Nazionale                             | 629 394   | 14,85 | 2     |
| Indipendenti                                       | 195 118   | 4,60  | 4     |
| Totale Unione per il Cile                          | 1 553 192 | 36,64 | 9     |
| Partito Comunista del Cile                         | 357 825   | 8,44  | –     |
| Indipendenti                                       | 8 406     | 0,20  | –     |
| Totale La Izquierda                                | 366 231   | 8,64  | –     |
| Unión de Centro Centro Progresista                 | 18 023    | 0,43  | –     |
| Indipendenti                                       | 93 150    | 2,20  | –     |
| Totale Chile 2000                                  | 111 173   | 2,62  | –     |
| Partito Umanista                                   | 94 116    | 2,22  | –     |
| Totale                                             | 4 239 366 | 100   | 20    |

#### Riepilogo per regione
| Lista  | Antofagasta | Coquimbo | Libertador | Biobío  | Los Lagos | Magellano e Antartide Cilena | Santiago  | Totale    |
| ------ | ----------- | -------- | ---------- | ------- | --------- | ---------------------------- | --------- | --------- |
| PDC    | 58.492      | 82.598   | 82.789     | 243.129 | 149.564   | 18.003                       | 603.965   | 1.238.540 |
| PS     | –           | –        | –          | 129.278 | 39.962    | 16.165                       | 432.542   | 617.947   |
| PPD    | 43.482      | 40.728   | –          | 79.240  | 18.626    | –                            | –         | 182.076   |
| PRSD   | –           | –        | 76.091     | –       | –         | –                            | –         | 76.091    |
| Totale | 101.974     | 123.326  | 158.880    | 451.647 | 208.152   | 34.168                       | 1.036.507 | 2.114.654 |
| UDI    | 14.818      | –        | 68.167     | 97.984  | –         | –                            | 547.711   | 728.680   |
| RN     | 40.007      | 33.612   | –          | 117.763 | 76.774    | –                            | 361.238   | 629.394   |
| Ind.   | –           | 50.281   | 17.687     | –       | 105.831   | 21.319                       | –         | 195.118   |
| Totale | 54.825      | 83.893   | 85.854     | 215.747 | 182.605   | 21.319                       | 908.949   | 1.553.192 |
| PC     | 10.079      | –        | 20.390     | 47.544  | 15.457    | 2.007                        | 262.348   | 357.825   |
| Ind.   | –           | –        | –          | –       | –         | –                            | 8.406     | 8.406     |
| Totale | 10.079      | –        | 20.390     | 47.544  | 15.457    | 2.007                        | 270.754   | 366.231   |
| UCCP   | –           | –        | 2.072      | 11.218  | –         | –                            | 4.733     | 18.023    |
| Ind.   | –           | –        | 55.112     | –       | –         | –                            | 38.038    | 93.150    |
| Totale | –           | –        | 57.184     | 11.218  | –         | –                            | 42.771    | 111.173   |
| PH     | –           | 8.439    | 8.685      | 7.288   | 7.664     | 1.198                        | 60.842    | 94.116    |
| Totale | 166.878     | 215.658  | 330.993    | 733.444 | 413.878   | 58.692                       | 2.319.823 | 4.239.366 |